# 烏季諾耶湖 (別亞區)
53°8′30″N 90°45′20″E / 53.14167°N 90.75556°E
烏季諾耶湖（俄语：Утиное），是俄羅斯的湖泊，位於該國南部哈卡斯共和國，由別亞區負責管轄，面積1.3平方公里，海拔高度340米，最大水深4.2米。